# Cymadusa pathyi
Cymadusa pathyi is een vlokreeftensoort uit de familie van de Ampithoidae. De wetenschappelijke naam van de soort is voor het eerst geldig gepubliceerd in 1998 door Asari.